# Přehled rekordů Masarykova okruhu

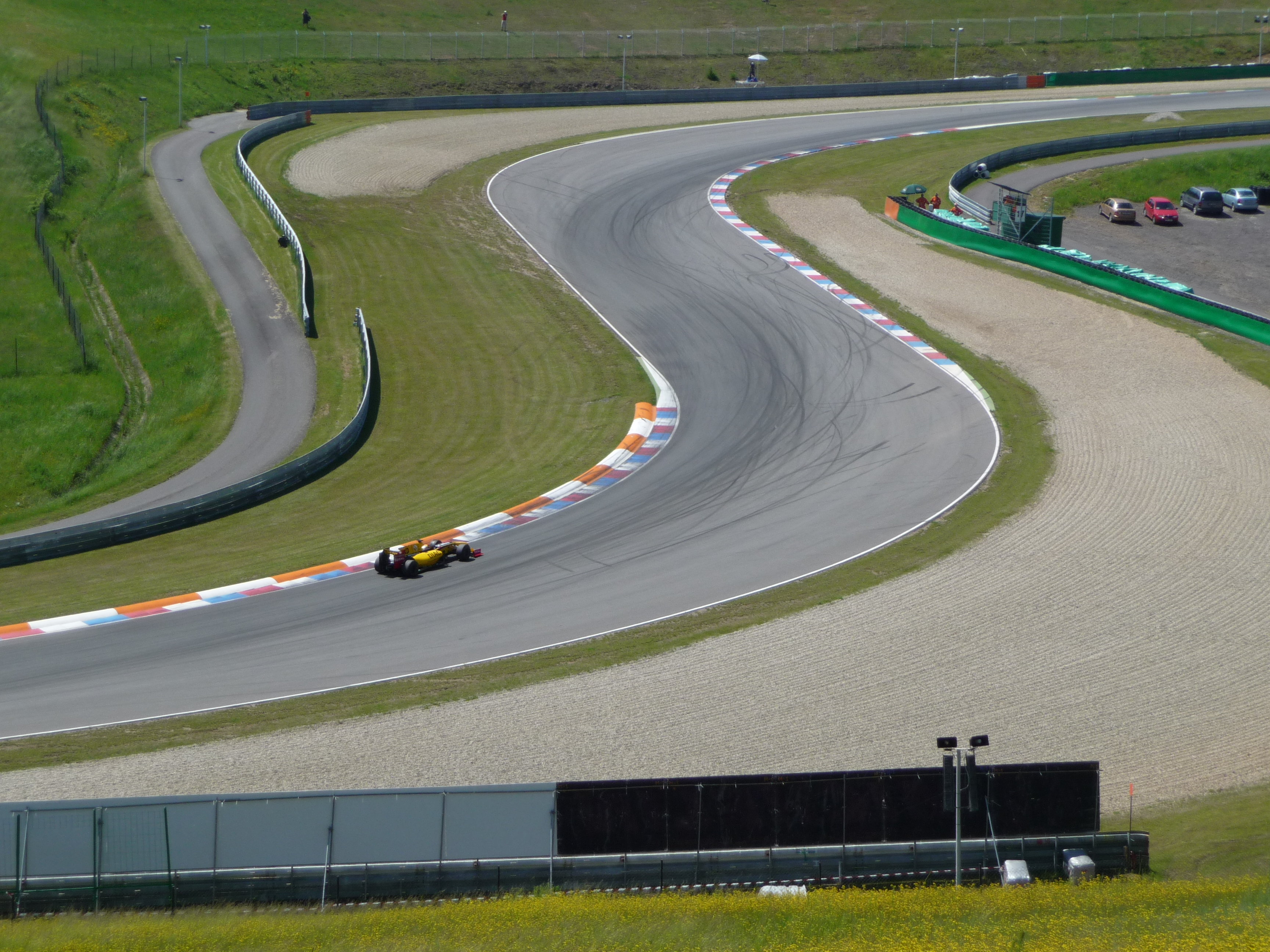
Jérôme d'Ambrosio na Masarykově okruhu (2010)

Toto je přehled traťových rekordů Masarykova okruhu od otevření současného okruhu v roce 1987 dodnes.
Traťový rekord je nejrychlejší čas na jedno kolo, jaký kdy byl na daném okruhu v rámci dané kategorie dosažen. „Oficiální“ rekord může být dosažen pouze během závodu. „Neoficiální“ rekord může být dosažen během kvalifikace, tréninku, testování, exhibice atd.
Držitelem současného oficiálního traťového rekordu napříč kategoriemi je s časem 1:36,065 Rakušan Ingo Gerstl. Rekord zajel 10. září 2017 s historickým vozem Formule 1 Toro Rosso STR1 v rámci závodu série BOSS GP. Překonal tak svůj předchozí rekord z roku 2015, který měl hodnotu 1:39,093. Ještě předtím držel rekord Ital Luca Filippi ze závodu série AutoGP v roce 2010, který měl hodnotu 1:43,260. Neoficiální absolutní traťový rekord drží Belgičan Jérôme d'Ambrosio, který jej při exhibici v roce 2010 zajel v monopostu Formule 1 stáje Renault. Oficiální motocyklový rekord drží španělský jezdec Dani Pedrosa ze závodu MotoGP v roce 2014, autorem nejrychlejšího motocyklového času vůbec je pak jeho krajan Marc Márquez.
Motocykly se pod „magickou“ dvouminutovou hranici dostaly až v roce 2002 s příchodem čtyřtaktní kategorie MotoGP o objemu do 990 cm³. Prvním jezdcem, kterému se to kdy (časem 1:59,922) povedlo, nebyl nikdo jiný než v Brně nesmírně oblíbený „korzár“ Ital Max Biaggi na Yamaze. Oficiálně, tedy v závodě, však dvouminutová hranice padla až v roce následujícím. V posledním kole závodu ji tehdy při souboji se Sete Gibernauem časem 1:59,966 překonal legendární Valentino Rossi. Během následujících deseti let byl tento čas stlačen o další takřka čtyři sekundy níže.

## Přehled rekordů
- Pozn.:
  - Datum je uvedeno ve formátu „rok-měsíc-den“
  - V roce 1996 prošel okruh lehkou úpravou a jeho délka se zvýšila o 9 metrů z 5,394 km na 5,403 km

| OFICIÁLNÍ ČASY                     |                   |                             |                                       |          |                                                                               |
| Datum                              | Jezdec            | Kategorie                   | Stroj                                 | Čas      | Zdroj / poznámka                                                              |
| OFICIÁLNÍ REKORD MASARYKOVA OKRUHU |                   |                             |                                       |          |                                                                               |
| 2017-09-10                         | Ingo Gerstl       | BOSS GP (třída Open)        | Toro Rosso STR1                       | 1:36,065 | jedná se o monopost Formule 1 z roku 2006 (ex-Liuzzi)                         |
| MONOPOSTY                          |                   |                             |                                       |          |                                                                               |
| 2010-04-25                         | Luca Filippi      | Auto GP                     | Lola B05/52-Zytek                     | 1:43,260 | druhý závod (16:00 hod.)                                                      |
| 2010-06-06                         | Daniel Ricciardo  | Formule Renault 3.5         | Dallara T08-Renault                   | 1:44,591 | [ 6 ]                                                                         |
| 2006-10-08                         | Alex Yoong        | A1GP                        | Lola B05/52-Zytek                     | 1:47,296 | krátký závod (sprint)                                                         |
| VOZY GRAN TURISMO                  |                   |                             |                                       |          |                                                                               |
| 2008-09-14                         | Marcel Fässler    | FIA GT1                     | Chevrolet Corvette C6.R               | 1:53,106 | [ 8 ]                                                                         |
| 2008-09-14                         | Richard Westbrook | FIA GT2                     | Porsche 911 GT3 RS                    | 1:58,193 | [ 8 ]                                                                         |
| CESTOVNÍ VOZY                      |                   |                             |                                       |          |                                                                               |
| 2005-06-05                         | Martin Tomczyk    | DTM                         | Audi A4 DTM 2005                      | 1:54,786 | [ 9 ]                                                                         |
| 1987-08-16                         | Klaus Ludwig      | WTCC (skupina A / divize 3) | Ford Sierra RS500                     | 2:09,08  | okruh před změnami v r. 1996                                                  |
| 2013-05-19                         | Thomas Biagi      | Superstars                  | Mercedes AMG C63                      | 2:09,665 | [ 11 ]                                                                        |
| 2008-06-15                         | Félix Porteiro    | WTCC (S2000)                | BMW 320si                             | 2:10,108 | [ 12 ] [ 13 ]                                                                 |
| 2015-09-06                         | Maťo Homola       | ETCC                        | SEAT León Cup Racer                   | 2:11,840 | [ 14 ]                                                                        |
| 2016-09-11                         | August MacBeth    | Octavia Cup                 | Škoda Octavia Cup III                 | 2:18,933 | druhý (nedělní) závod                                                         |
| PROTOTYPY                          |                   |                             |                                       |          |                                                                               |
| 1988-07-10                         | Mauro Baldi       | Skupina C / C1              | Sauber-Mercedes C9/88                 | 1:49,77  | okruh před změnami v r. 1996                                                  |
| 2002-05-18                         | Jan Lammers       | FIA SR1                     | Dome S101 Judd                        | 1:51,858 | [ 17 ]                                                                        |
| MOTOCYKLY MOTOGP                   |                   |                             |                                       |          |                                                                               |
| 2014-08-17                         | Dani Pedrosa      | MotoGP (1000 cm³)           | Honda RC213V                          | 1:56,027 | kategorie od roku 2012                                                        |
| 2009-08-16                         | Jorge Lorenzo     | MotoGP (800 cm³)            | Yamaha M1                             | 1:56,670 | kategorie z let 2007–2011                                                     |
| 2006-08-20                         | Loris Capirossi   | MotoGP (990 cm³)            | Ducati Desmosedici GP6                | 1:58,157 | kategorie z let 2002–2006                                                     |
| 2002-08-25                         | Loris Capirossi   | MotoGP (500 cm³)            | Honda NSR500                          | 2:01,366 | kategorie do roku 2002                                                        |
| 2007-08-19                         | Jorge Lorenzo     | 250 cm³                     | Aprilia RSW 250                       | 2:02,299 | kategorie do roku 2009                                                        |
| 2014-08-17                         | Esteve Rabat      | Moto2                       | Kalex Moto2                           | 2:02,383 | kategorie od roku 2010                                                        |
| 2003-08-17                         | Lucio Cecchinello | 125 cm³                     | Aprilia RS 125 R                      | 2:07,836 | kategorie do roku 2011                                                        |
| 2014-08-17                         | Romano Fenati     | Moto3                       | KTM RC250GP                           | 2:08,064 | kategorie od roku 2012                                                        |
| 2016-08-20                         | Patrik Pulkkinen  | Red Bull Rookies Cup        | KTM RC250R                            | 2:10,994 | [ 26 ]                                                                        |
| MOTOCYKLY SUPERBIKE                |                   |                             |                                       |          |                                                                               |
| 2010-07-11                         | Cal Crutchlow     | Superbike                   | Yamaha YZF-R1                         | 1:59,291 | [ 27 ]                                                                        |
| 2009-07-26                         | Cal Crutchlow     | Supersport                  | Yamaha YZF-R6                         | 2:02,708 | [ 28 ]                                                                        |
| 2009-07-26                         | Maxime Berger     | Superstock 1000             | Honda CBR1000RR                       | 2:03,119 | [ 29 ] [ 30 ]                                                                 |
| 2008-07-19                         | Patrik Vostárek   | Superstock 600              | Honda CBR600RR                        | 2:06,694 | kategorie do roku 2015                                                        |
| 2018-06-10                         | Imanuel Pratna    | Supersport 300              | Yamaha YZF-R3                         | 2:17,827 | kategorie od roku 2017                                                        |
| OSTATNÍ                            |                   |                             |                                       |          |                                                                               |
| 2015-09-05                         | Adam Kout         | Superkart                   | MS Kart / DEA                         | 1:56,916 | první (sobotní) závod                                                         |
| NEOFICIÁLNÍ ČASY                   |                   |                             |                                       |          |                                                                               |
| Datum                              | Jezdec            | Kategorie                   | Stroj                                 | Čas      | Zdroj / poznámka                                                              |
| 2010-06-06                         | Jérôme d'Ambrosio | Formule 1                   | Renault R29                           | 1:34,700 | exhibice při World Series by Renault                                          |
| 2017-09-09                         | Ingo Gerstl       | BOSS GP (třída Open)        | Toro Rosso STR1                       | 1:34,752 | kvalifikace (čas pole position)                                               |
| 2009-09-06                         | Marc Gené         | Formule 1                   | Ferrari F2008                         | 1:35,974 | exhibice při Ferrari Racing Days                                              |
| 2002-09-21                         | David Coulthard   | Formule 1                   | McLaren MP4-16                        | 1:36,77  | exhibice / test (společně s akcí „West Race Day“)                             |
| 2008-09-20                         | Jan Charouz       | LMP1                        | Lola B08/60                           | 1:43,719 | exhibice při Podzimní ceně Brna                                               |
| 2009-09-19                         | Stefan Mücke      | Divize 4 (nad 3500 cm³)     | Mercedes-Benz AMG C-Klasse DTM (W204) | 1:48,601 | Podzimní cena Brna – kvalifikace                                              |
| 2008-09-13                         | Karl Wendlinger   | FIA GT1                     | Aston Martin DBR9                     | 1:51,675 | kvalifikace FIA GT (čas pole position)                                        |
| 2005-06-04                         | Gary Paffett      | DTM                         | Mercedes-Benz AMG C-Klasse DTM (W203) | 1:52,173 | kvalifikace DTM (čas pole position)                                           |
| 2016-08-20                         | Marc Márquez      | MotoGP                      | Honda RC213V                          | 1:54,596 | kvalifikace MotoGP (čas pole position)                                        |
| 2018-06-09                         | Tom Sykes         | Superbike                   | Kawasaki ZX-10RR                      | 1:57,687 | kvalifikace WSBK („Superpole“)                                                |
| 2002-08-24                         | Garry McCoy       | MotoGP (500 cm³)            | Yamaha YZR500                         | 2:00,129 | kvalifikace MotoGP nejrychlejší čas s dvoutaktním motocyklem o objemu 500 cm³ |